# LM317

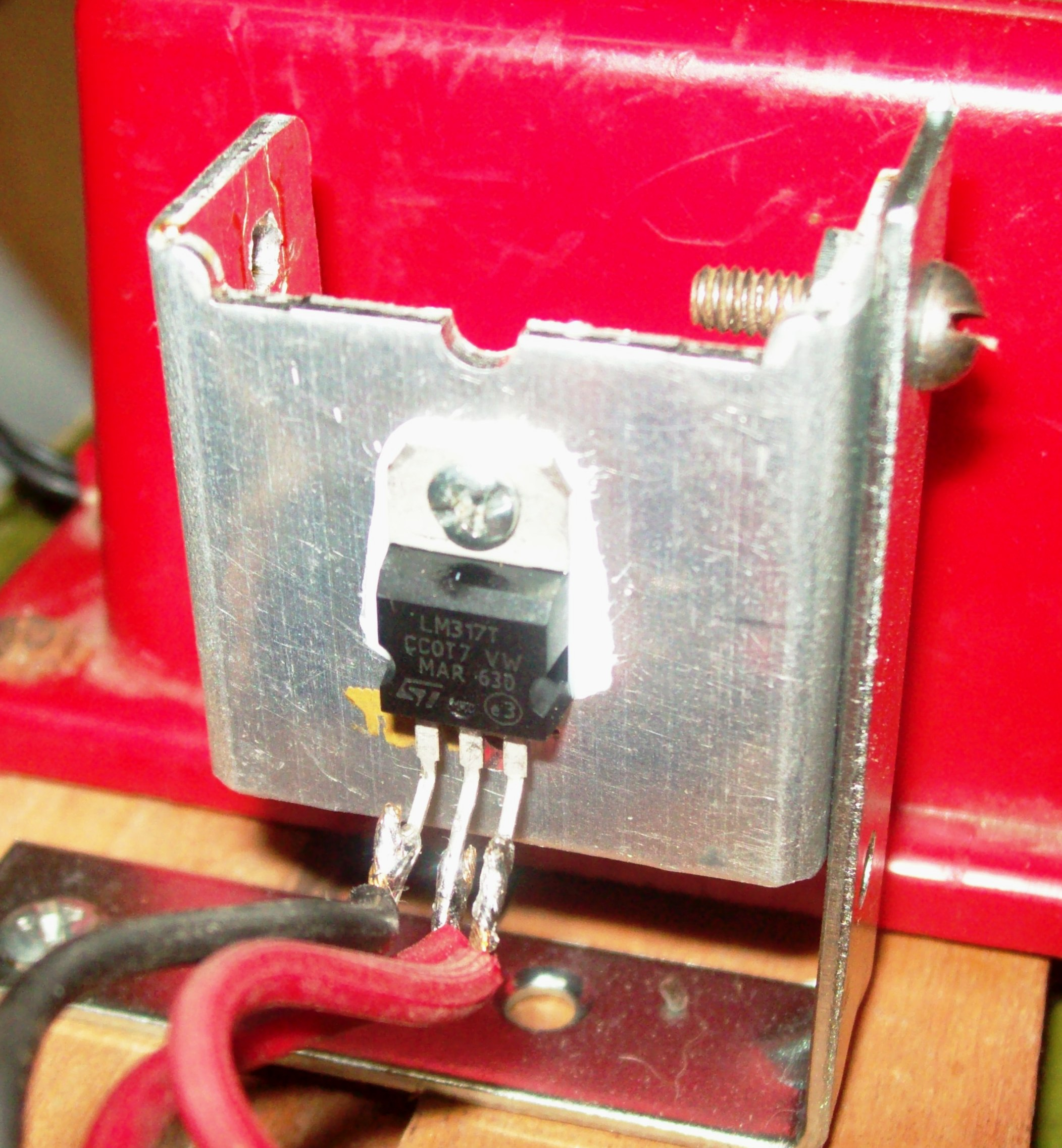
Obvod LM317 na chladiči

LM317 je integrovaný obvod – stabilizátor napětí s možností nastavit velikost výstupního napětí. Je to jeden z prvních vyráběných regulovatelných integrovaných stabilizátorů a současně jeden z nejpopulárnějších. Obvod vyvinuli roku 1970 Robert C. Dobkin a Bob Widlar pro National Semiconductor. Podobné obvody jsou LM117 a LM217.

## Parametry

Základní zapojení stabilizátoru napětí s čipem LM317

LM317 je integrovaný stabilizátor s nastavitelným výstupním kladným napětím. Stabilizátor má tři vývody (třísvorkový stabilizátor) a je k dostání v různých pouzdrech, z nichž každé bývá identifikováno jiným písmenem. Např. obvod v plastovém pouzdru TO-220 má označení LM317T, obvod v kovovém pouzdru TO-3 má označení LM317K. Existují i jiná pouzdra; obvod se vyrábí např. i v provedení SMD pro montáž přímo na povrch plošného spoje (SMT). Základní parametry jsou:
- Výstupní (zatěžovací) proud: IOUT < 1,5 A
- Výstupní napětí: UOUT = 1,25 V až 37 V
- Rozdíl mezi vstupním a výstupním napětím: 3 V < UI-O <40 V

Integrovaný obvod má vnitřní ochranu proti proudovému přetížení. Při přetížení, resp. zkratu obvod omezí výstupní proud a sníží výstupní napětí na hodnotu 1,25 V. Za tohoto stavu však integrovaný obvod generuje velké množství tepla, a proto potřebuje adekvátní chlazení.

## Použití v obvodech

### Regulátor napětí

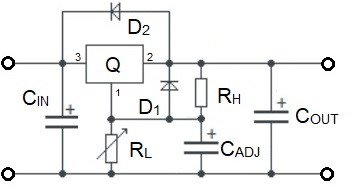
Zapojení regulátoru napětí s čipem LM317

Jak již bylo uvedeno, obvod má tři vývody. Jeden je vstup (input), druhý je výstup (output) a třetí slouží pro nastavení výstupního napětí (adjust). K nastavení požadované hodnoty výstupního napětí se používá dělič, složený ze dvou rezistorů – RL a RH.
Rezistor RH má mít podle doporučení výrobce hodnotu 240 Ω. Hodnota druhého rezistoru se určí podle požadované velikosti výstupního napětí ze vztahu:
{\displaystyle U_{OUT}=1,25\cdot (1+{\frac {R_{L}}{R_{H}}})+I_{ADJ}\cdot R_{L}},
přičemž velikost proudu IADJ se podle údajů výrobce pohybuje okolo 0,1 mA. a lze ji zanedbat. Rezistor RL může být v zapojení podle obrázku nahrazen potenciometrem, aby se hodnota výstupního napětí dala plynule regulovat, popř. aby se napětí dalo přesně nastavit na pevnou hodnotu. Doporučuje se přidat filtrační kondenzátory: CIN (doporučená hodnota 100nF) a COUT.(doporučená hodnota 1μF). Dále je možné doplnit o kondenzátor CADJ (doporučená hodnota 10μF) sloužící k potlačení zvlnění, a dvě diody D1, D2 (doporučený typ 1N4002) pro jeho vybíjení.

### Regulátor proudu

Zapojení stabilizátoru proudu s čipem LM317

Obvod LM317 lze použít např. i jako stabilizátor proudu, přičemž velikost proudu závisí na odporu rezistoru zapojeného do série s výstupem obvodu. Výstupní proud se určí podle Ohmova zákona s přihlédnutím k hodnotě referenčního napětí obvodu a zvoleného rezistoru:
{\displaystyle I_{OUT}={\frac {1,25}{R}}+I_{ADJ}}.
Podobné zapojení může sloužit jako nabíječka malých akumulátorů konstantním proudem.

## Varianty

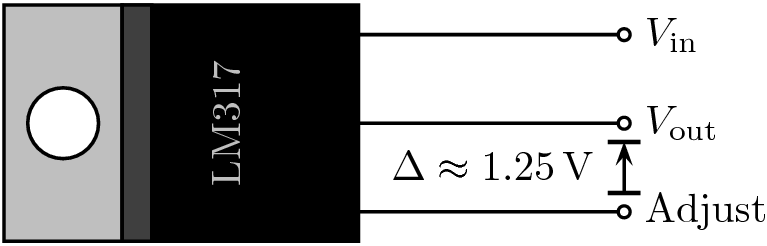
Vývody obvodu LM317

Integrovaný stabilizátor LM317 (popř. LM117 nebo LM217) slouží ke stabilizaci kladného napětí. Existuje také další varianta – LM337, kterou vyvinul Robert A. Pease pro National Semiconductor. Má stejné vlastnosti jako LM317, ale je určena pro stabilizaci záporného napětí.